# Attilio Mattei
Attilio Mattei (Roma, 16 settembre 1902 – Roma, 23 agosto 1975) è stato un calciatore italiano, di ruolo terzino.

## Caratteristiche tecniche

### Giocatore
Mattei era considerato un giocatore abile nel gioco aereo, molto agonistico, tuttavia non molto scattante.

## Carriera

### Giocatore

#### Club
Soprannominato Bibbitone, inizia la sua carriera nel 1922 con l'Alba Roma (che dal 1925 assume la denominazione "Alba Audace"), giocando in Prima Divisione e realizzando 4 reti.
Nel 1927 passa alla Roma, squadra nata dalla fusione di Alba, Fortitudo e Roman, in cui gioca 6 stagioni nel massimo campionato italiano e vincendo anche la Coppa CONI 1928.
Nel 1933 passa a L'Aquila, dove rimane per 4 stagioni, giocando in Serie B e terminando lì la sua carriera.

### Presenze e reti nei club
| Stagione           | Squadra            | Campionato         | Campionato | Campionato | Coppe nazionali | Coppe nazionali | Coppe nazionali | Coppe continentali | Coppe continentali | Coppe continentali | Totale | Totale |
| Stagione           | Squadra            | Comp               | Pres       | Reti       | Comp            | Pres            | Reti            | Comp               | Pres               | Reti               | Pres   | Reti   |
| ------------------ | ------------------ | ------------------ | ---------- | ---------- | --------------- | --------------- | --------------- | ------------------ | ------------------ | ------------------ | ------ | ------ |
| 1922-1923          | Alba Roma          | PD                 | ?          | ?          | -               | -               | -               | -                  | -                  | -                  | ?      | ?      |
| 1923-1924          | Alba Roma          | PD                 | ?          | 1          | -               | -               | -               | -                  | -                  | -                  | ?      | 1      |
| 1924-1925          | Alba Roma          | PD                 | ?          | 3          | -               | -               | -               | -                  | -                  | -                  | ?      | 3      |
| Totale Alba Roma   | Totale Alba Roma   | Totale Alba Roma   | ?          | 4+         |                 | -               | -               |                    | -                  | -                  | ?      | 4+     |
| 1925-1926          | Alba Audace        | PD                 | 16         | 0          | -               | -               | -               | -                  | -                  | -                  | 16     | 0      |
| 1926-1927          | Alba Audace        | DN                 | 17         | 0          | -               | -               | -               | -                  | -                  | -                  | 17     | 0      |
| Totale Alba Audace | Totale Alba Audace | Totale Alba Audace | 23         | 0          |                 | -               | -               |                    | -                  | -                  | 23     | 0      |
| 1927-1928          | Roma               | DN                 | 19         | 0          | Coppa Coni      | 15              | 2               | -                  | -                  | -                  | 34     | 2      |
| 1928-1929          | Roma               | DN                 | 11         | 0          | -               | -               | -               | -                  | -                  | -                  | 11     | 0      |
| 1929-1930          | Roma               | A                  | 16         | 0          | -               | -               | -               | -                  | -                  | -                  | 16     | 0      |
| 1930-1931          | Roma               | A                  | 5          | 0          | -               | -               | -               | -                  | -                  | -                  | 5      | 0      |
| 1931-1932          | Roma               | A                  | 22         | 0          | -               | -               | -               | CdEC               | 0                  | 0                  | 22     | 0      |
| 1932-1933          | Roma               | A                  | 4          | 0          | -               | -               | -               | -                  | -                  | -                  | 4      | 0      |
| Totale Roma        | Totale Roma        | Totale Roma        | 77         | 0          |                 | 15              | 2               |                    | 0                  | 0                  | 92     | 2      |
| 1933-1934          | L'Aquila           | B                  | ?          | ?          | -               | -               | -               | -                  | -                  | -                  | ?      | ?      |
| 1934-1935          | L'Aquila           | B                  | ?          | ?          | -               | -               | -               | -                  | -                  | -                  | ?      | ?      |
| 1935-1936          | L'Aquila           | B                  | 24         | 0          | -               | -               | -               | -                  | -                  | -                  | 24     | 0      |
| 1936-1937          | L'Aquila           | B                  | 27         | 0          | -               | -               | -               | -                  | -                  | -                  | 27     | 0      |
| Totale Aquila      | Totale Aquila      | Totale Aquila      | 51+        | ?          |                 | -               | -               |                    | -                  | -                  | 51+    | ?      |
| Totale carriera    | Totale carriera    | Totale carriera    | 151+       | 4+         |                 | 15              | 2               |                    | 0                  | 0                  | 176+   | 6+     |

## Palmarès

### Giocatore

#### Club
- Coppa CONI: 1

Roma: 1928